# 斯特蘭傑鎮區 (堪薩斯州萊文沃思縣)
斯特蘭傑鎮區（英語：Stranger Township）為美國堪薩斯州萊文沃思縣轄下的鎮區。2010年美国人口普查中該鎮區人口有4,363人。

## 地理
斯特蘭傑鎮區涵蓋總面積為127.04平方（49.05平方英里），其中126.62平方（48.89平方英里）為陸地，0.42平方（0.16平方英里）或0.33%為水域。海拔高度252（827英尺）。

## 人口統計
根據2010年美國人口普查，斯特蘭傑鎮區人口有4,363人，住房1,704戶，人口密度為34.34人/每平方公里。此鎮區居民之種族中，白人有4,149人，非裔美國人有46人，美洲原住民有8人，亞裔美國人有20人，太平洋島裔美國人有4人，其他種族有31人，混血種族則有105人。此外此鎮區有133人為西班牙裔或拉丁裔美國人。

## 交通

### 主要公路
- 70號州際公路
- 40號美國國道